# Ryan O'Donohue
Ryan Sean O'Donohue, född 26 april 1984 i Pomona, Kalifornien, är en amerikansk skådespelare som är främst känd för att ha medverkat i många Disneyproduktioner, bland annat som Demyx i datorspelet Kingdom Hearts och som den engelska rösten till Randall Weems och Grävar-Dave i Disney Channel-serien Rasten. Han har även medverkat i TV-serien The Byrds of Paradise.